# 第二次池田內閣 (第一次改組)
第二次池田第一次改組内閣（日语：／ Dainiji Ikeda Daiichiji Kaizō Naikaku */?）是日本眾議院議員、自由民主黨總裁池田勇人就任第59任內閣總理大臣（首相）後，自1961年7月18日至1962年7月18日組成的內閣。

## 國務大臣
- 內閣總理大臣 - 池田勇人（池田派）
- 法務大臣 - 植木庚子郎（佐藤派）
- 外務大臣 - 小坂善太郎（池田派）
- 大藏大臣 - 水田三喜男（大野派）
- 文部大臣 - 荒木萬壽夫（池田派）
- 厚生大臣 - 灘尾弘吉（石井派）
- 農林大臣 - 河野一郎（河野派）
- 通商產業大臣 - 佐藤榮作（佐藤派）
- 運輸大臣 - 齋藤昇（參議院議員）
- 郵政大臣 - 迫水久常（參議院議員）
- 勞動大臣 - 福永健司（池田派）
- 建設大臣、首都圈整備委員會委員長 - 中村梅吉（河野派）
- 自治大臣、國家公安委員會委員長 - 安井謙（參議院議員）
- 行政管理廳長官、北海道開發廳長官 -  川島正次郎（舊岸派、川島派）
- 防衛廳長官 - 藤枝泉介（川島派）
- 經濟企劃廳長官  - 藤山愛一郎（藤山派、-1962年7月5日）／池田勇人（事務代理）（1962年7月6日-）
- 科學技術廳長官 - 三木武夫（三木·松村派）
- 內閣官房長官 - 大平正芳（池田派）
- 總理府總務長官 - 小平久雄（池田派）
  - 內閣法制局長官 - 林修三
  - 內閣官房副長官（政務） - 服部安司（1961年7月25日－）
  - 內閣官房副長官（事務） - 細谷喜一
  - 總理府總務副長官 - 佐藤朝生（-1962年5月7日）／古屋亨（1962年5月8日-）

## 外部連結
- 閣僚名單 （页面存档备份，存于）